# Gammaldags skoldag
Gammaldags skoldag är en form av levande historia i skolorna.
Det innebär att skoldagen organiseras som efter äldre tiders förhållanden och samhällsliv så gott det går, i syfte att jämföra skoldagen förr och nu. Eleverna uppmanas att ha gammaldags kläder.
Äldre tiders läromedel brukar användas, och eleverna får ta med sig egen matsäck.
Vissa situationer återskapas dock inte av olika skäl, till exempel används inte agan, och skolskjutsarna körs oftast som vanligt fastän många elever förr hade lång väg att gå till skolan, och fritidshemmen är igång som vanligt fastän fritidshem tidigare var sällsynta.
Man brukar vanligtvis inte återskapa ett på förhand bestämt årtal, men det mesta före ungefär 1970 brukar behandlas.